# Église Saint-Julien des Albas
Pour les articles homonymes, voir église Saint-Julien.
L'église Saint-Julien des Albas est une église romane située dans le hameau des Albas, à Felluns, dans le département français des Pyrénées-Orientales.